# Utvin, Timiș
Utvin (germană Utwin, maghiară Ötvény) este un sat în comuna Sânmihaiu Român din județul Timiș, Banat, România. La recensământul din 2011 a avut 2.451 locuitori. Localitatea este lipită teritorial de Municipiul Timișoara.

## Localizare
Utvin se situează la vest de Timișoara, la limita dintre comuna Sânmihaiu Român și municipiu, pe malul stâng al Canalului Bega, delimitarea teritorială dispărând datorită dezvoltării rezidențiale și utilitare puternice. Acest teritoriu a cunoscut o dezvoltare edilitară deosebită astfel încât distanța de la Utvin până în centrul orașului este de circa 11 km, iar legătura se face pe drumul județean DJ591. 3 km la vest, pe același drum, se află centrul de comună, Sânmihaiu Român. Prin Utvin trece și calea ferată Timișoara-Cruceni, cu halta Utvin.
Din August 2010 Utvin este legat de Timisoara si celelalte sate asezate pe langa canalul riului Bega prin pista de biciclete realizata cu fonduri europene si care este continuata in Timisoara de pistele de biciclete nou create.

## Istorie

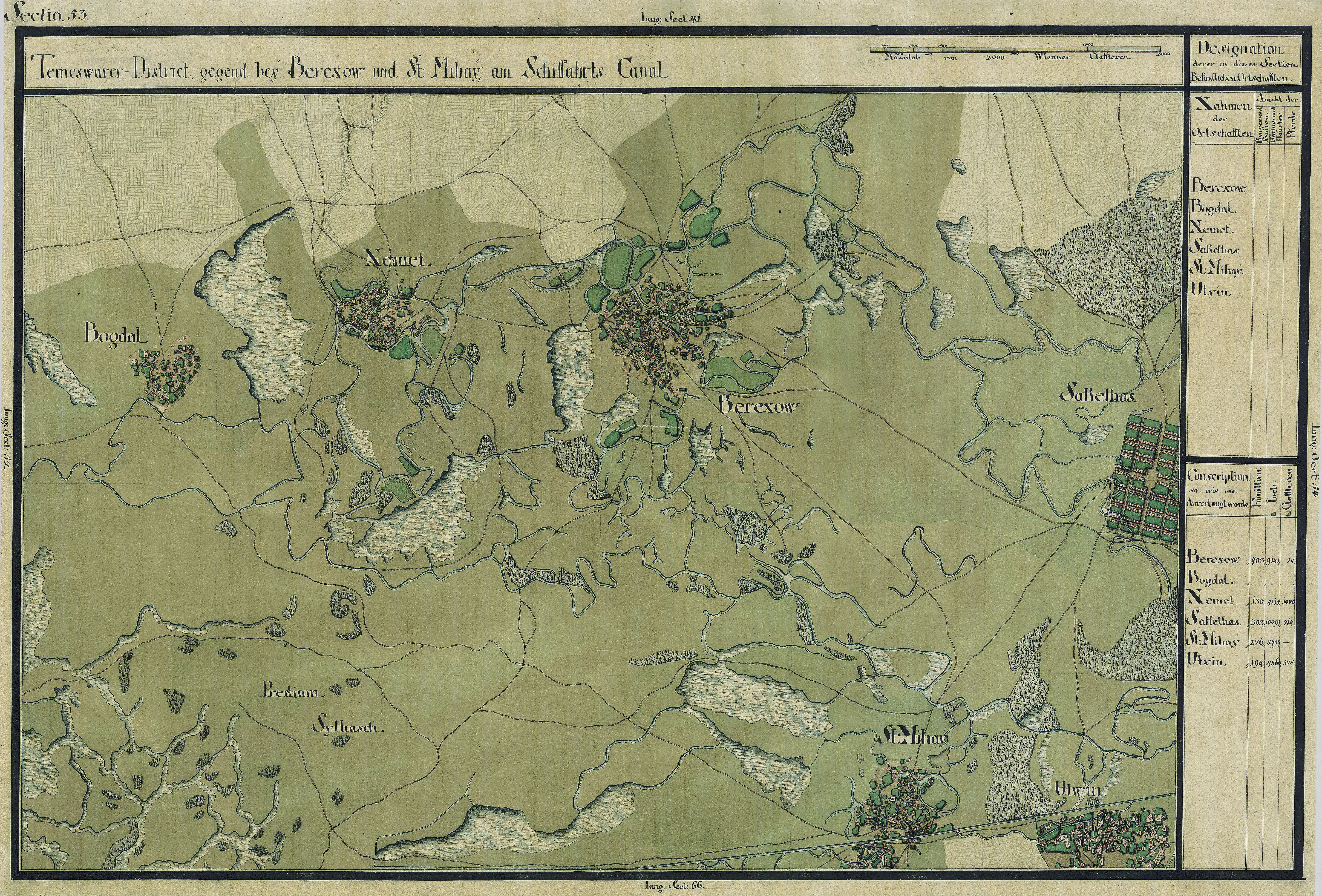
Utvin în Harta Iosefină a Banatului, 1769-72

Prima atestare documentară este din 1338, când apare în registrele papale cu denumirile de Uthwin sau Kis Otveny, documente din care reise că avea dreptul să țină târguri. În 1456 a intrat pe surt timp în posesia lui Iancu de Hunedoara. S-au succedat diferiți proprietari feudali maghiari. În anul 1552, comitele de Timișoara a anexat Utvinul Cetății Timișoara. Documentele medievale vorbesc despre o localitate mai la sud de Utvin, Orași, dar aceasta nu mai există. Într-un defter otoman din 1554, este consemnat cu 170 case, un număr foarte mare pentru acea perioadă.
În perioadă modernă, conform unui recesământ din 1910 așezarea avea 312 clădiri, cu o populație de 1.440 dintre care 1.095 români de religie ortodoxă, 180 maghiari, 105 germani, cu o haltă pe linia ferată. În 1912 existau doi proprietari mai de seamă Mihai Acxel de Zombor și Valentin Watz. Comuna mai dispunea și de cărămidărie, proprietatea firmei Dunster și Wetzler. Unul din lanuri se mai numește în gri popular “La piatră”. Aici se mai văd liniile fundației unei vechi biserici probabil pe locul unde în Evul Mediu era vatra satului.
Autoritățile maghiare au impus în anul 1913 denumirea Ötveny, iar de la 1918 poartă numele actual Utvin.

## Populație

### Structura etnică
Încă de la primele recensăminte moderne, se atestă caracterul românesc al Utvinului. O minoritate mai consistentă a existat în perioada 1890-1920, de maxim 20% din populație, îndeosebi germani și maghiari. Germanii au rămas după al doilea război mondial, în schimb a crescut numărul maghiarilor. În prezent, din totalul de 2.451 locuitori(2011), 1.777 sunt români (73%), restul fiind maghiari, italieni, germani și alții.

### Structura religioasă
Din punct de vedere religios, majoritatea locuitorilor sunt ortodocși.